# Zbljevo
Zbljevo (cyr. Збљево) – wieś w Czarnogórze, w gminie Pljevlja. W 2011 roku liczyła 209 mieszkańców.